# Hármas csillaggomba
A hármas csillaggomba (Geastrum triplex) a csillaggombafélék családba tartozó, világszerte elterjedt, lombos erdőkben élő, nem ehető gombafaj. 

## Megjelenése
A hármas csillaggomba termőteste fiatalon gömb vagy hagyma alakú, átmérője 1-5 cm széles. Külső burka (exoperídiuma) később 4-8 húsos, okkersárga, majd vörösbarnásra sötétedő, repedezett, karéjszerű lebenyre válik szét, amelyek csillagszerűen széthajolnak; ilyenkor teljes átmérője 6-10 cm is lehet. Ez a faj a legnagyobb a csillaggombák között. Az exoperídium belső, rugalmatlan rétege a kiterülés közben eltörik és gallérszerűen körbeveszi a termőtestet. A termőtest ülő, nyele nincs, színe okkeres, átmérője 1,6–5 cm. Csúcsi nyílása csőrszerű, nem csíkozott, rojtosan pillaszőrös, néha barnás udvara lehet.
A spórák a központi termőtestben érnek, tömegük teljesen kitölti a belsejét és érés után a felső, csőrszerű nyíláson távoznak.
Húsa fiatalon vattaszerű, fehéres színű, külseje kemény marad. Érés során a termőtest belseje megbarnul, porszerűvé válik. A csillagszerű lebenyek kezdetben húsosak, később bőrszerűek. Íze és szaga nem jellegzetes.
Spórapora sötétbarna. Spórája kerek, rücskös felszínű, mérete 3,5-4,5 µm.

### Hasonló fajok
Más csillaggombákkal téveszthető össze.   

## Elterjedése és termőhelye
Az Antarktisz kivételével valamennyi kontinensen megtalálható. Magyarországon nem gyakori. 
Üde, nitrogéndús talajú lomberdőkben él, gyakran erdei utak mentén található egyesével vagy kisebb csoportokban. Júliustól októberig terem.  

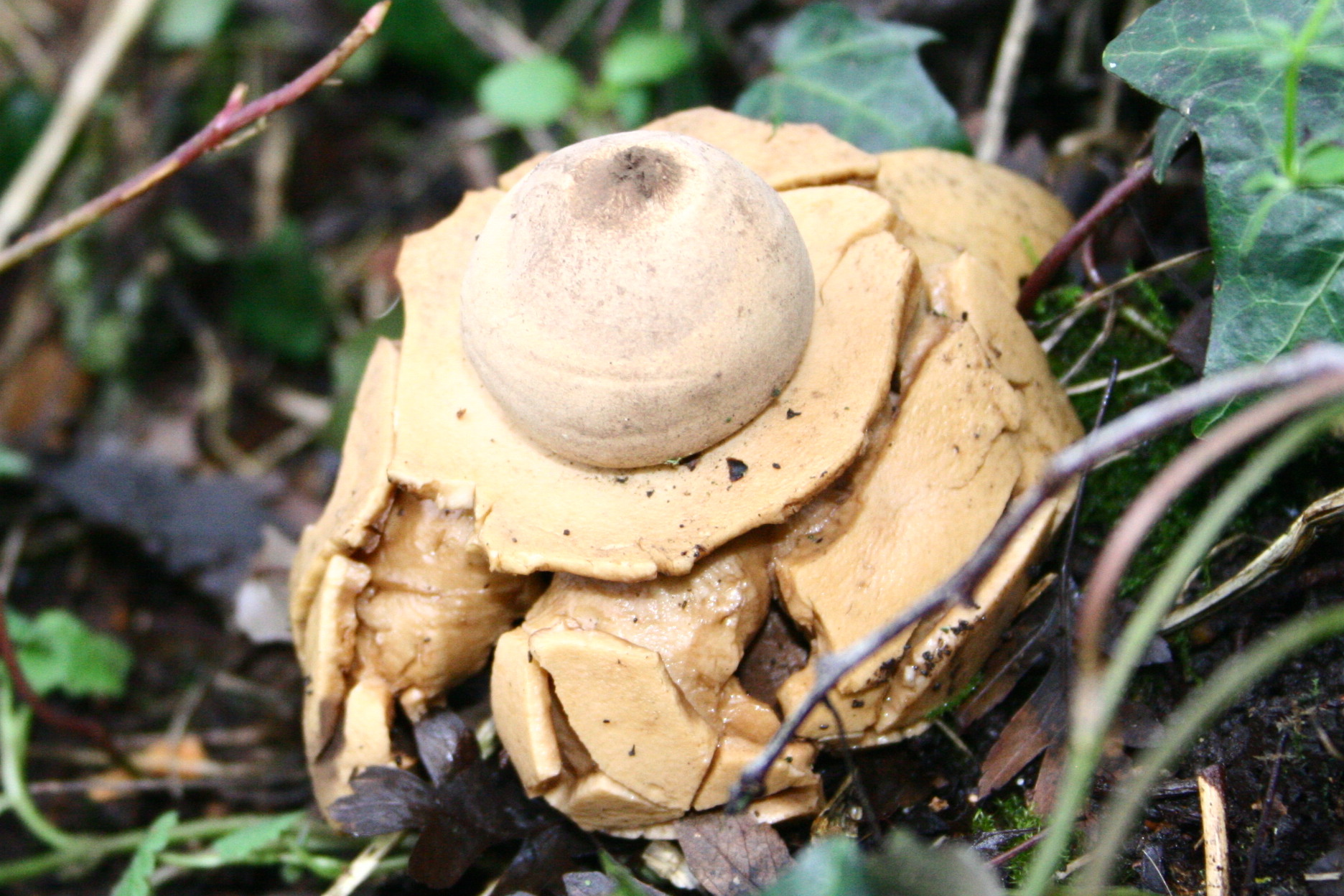
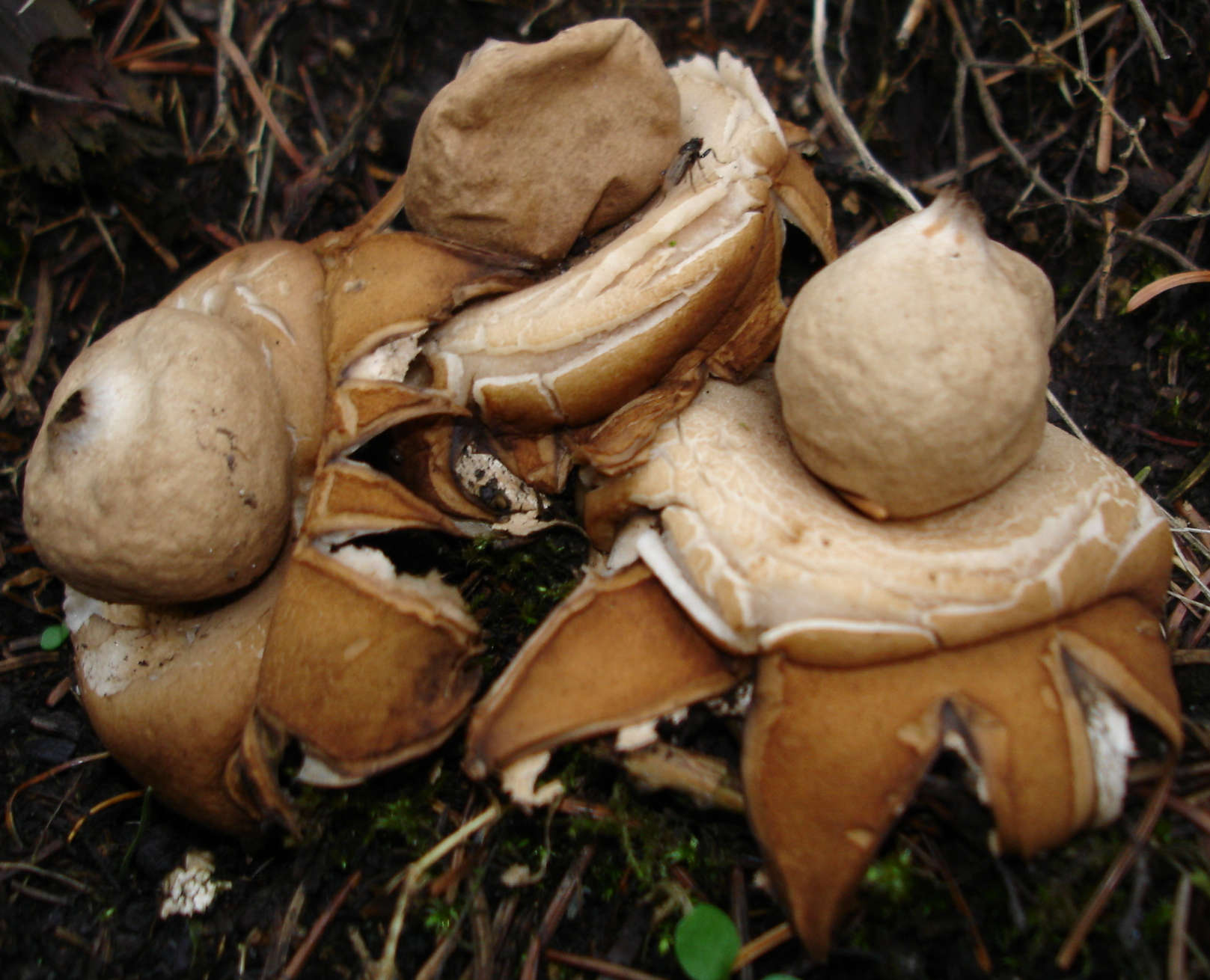
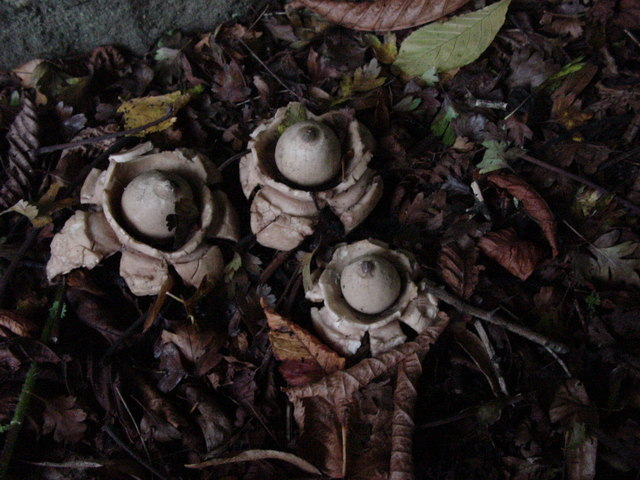
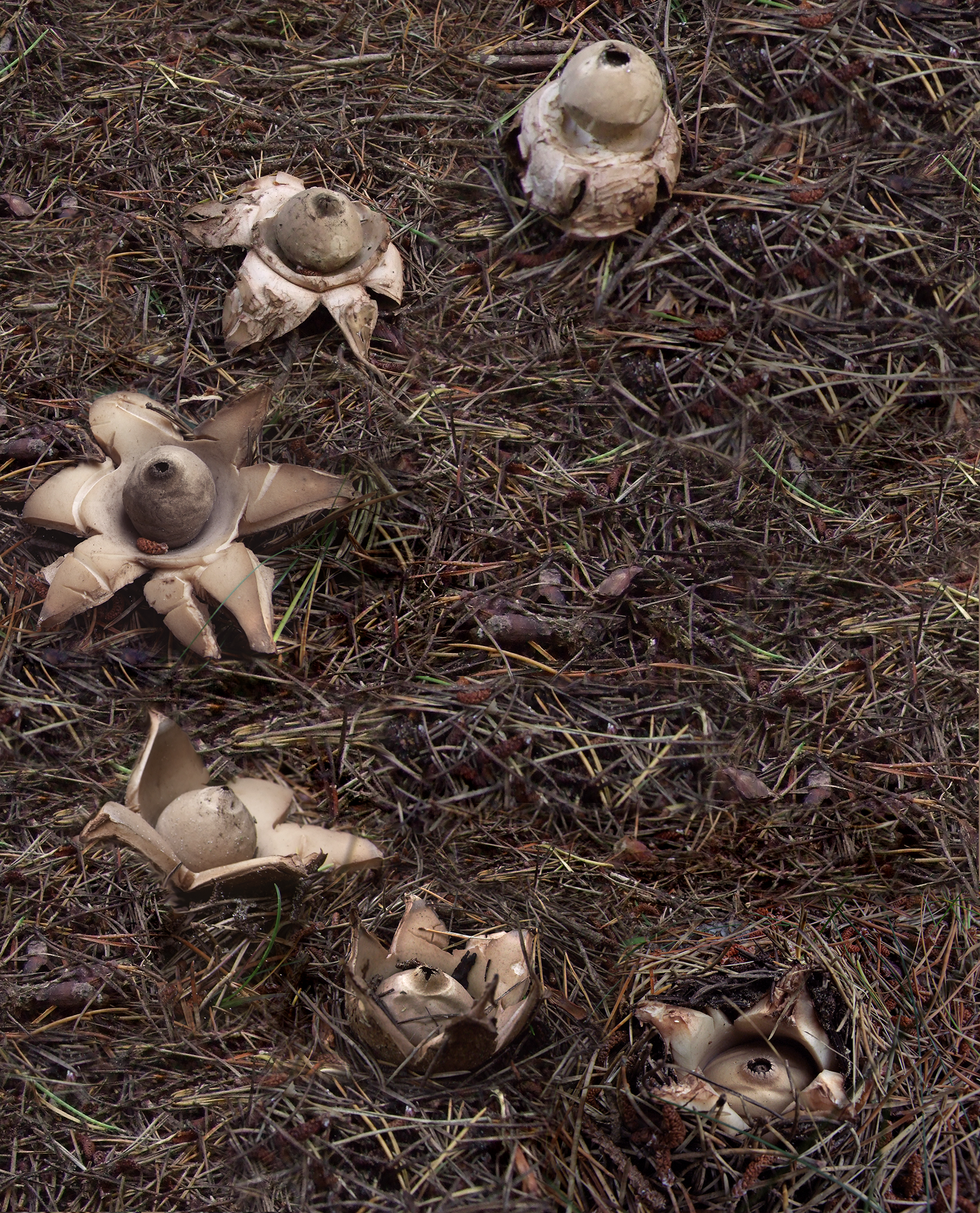
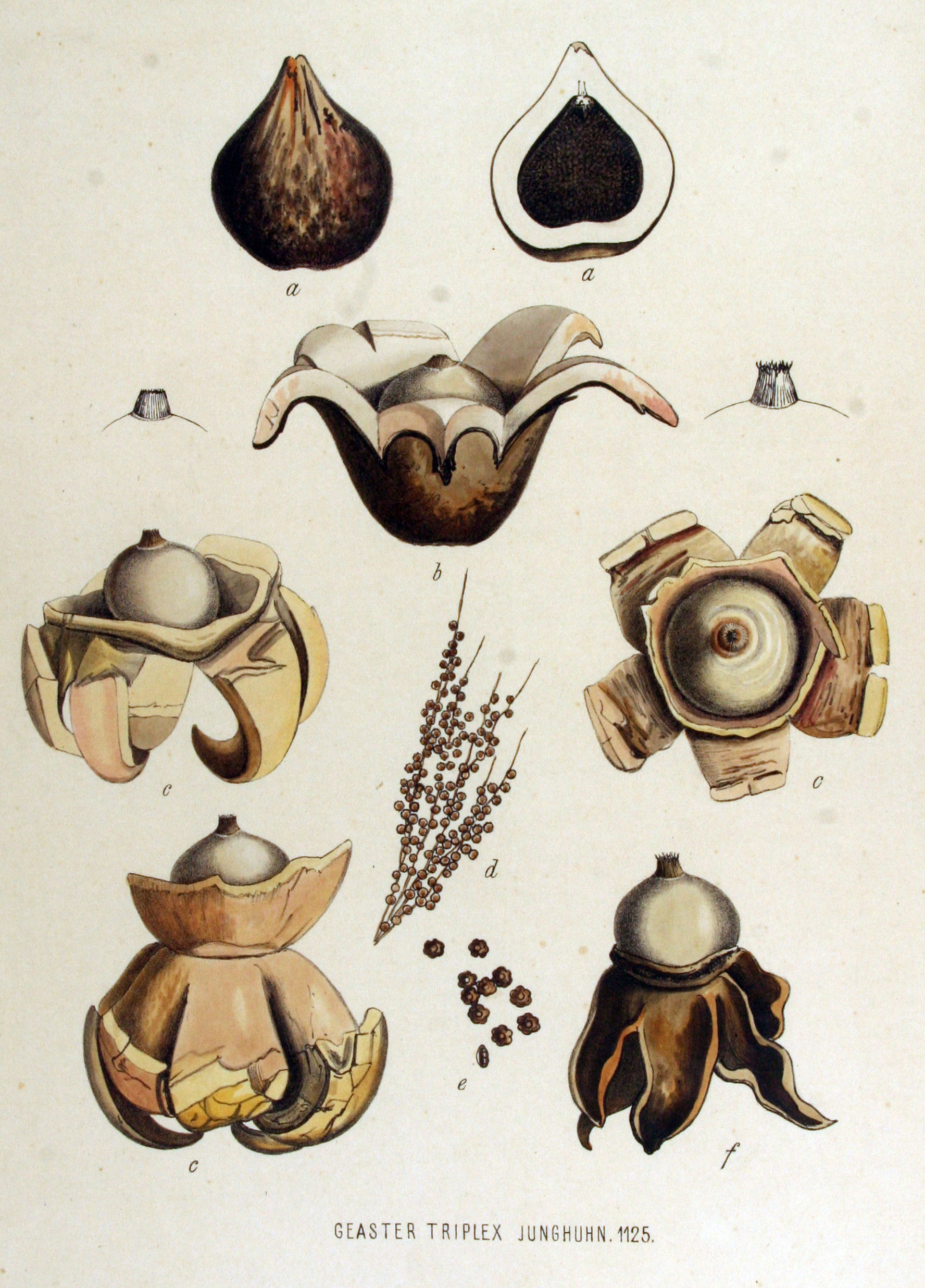

Nem ehető.   